# Bulbophyllum linearifolium
Bulbophyllum linearifolium là một loài phong lan thuộc chi Chi Lan lọng.